# フェトゥイ・パエア
フェトゥイ・パエア（Fetuli Paea、1994年8月16日 - ）は、ユナイテッド・ラグビー・チャンピオンシップ、ゼブレ・パルマに所属するラグビー選手。

## プロフィール
- トンガ・ヌクアロファ出身[1]。
- ポジションはウィング(WTB)、センター(CTB)。
- 身長 189cm、体重 95kg
- 7人制トンガ代表に選ばれたことがある[2]。
- トンガ代表キャップは7(2025年4月現在）。

## 略歴
タスマン、クルセイダーズ、ハイランダーズ、ノースハーバーを経て、2023年、ゼブレ・パルマに加入。
2019年、ラグビーワールドカップ2019のトンガ代表に追加召集された。